# چهار صندوق
چهار صندوق نمایشنامه‌ای دوپرده‌ای از بهرام بیضایی است که سالِ ۱۳۴۶ نگاشته و منتشر شده است. چهار صندوق یکی از نمادگراترین نمایشنامه‌های بیضایی است؛ با مضمونی سیاسی و انتقادی.
این نمایش سیاسی‌ترین اثر بیضایی به‌شمار می‌رود؛ چنان‌که در پایان کتاب این جمله از وی نقل شده است: «اجرای چهار صندوق هر بار از صحنه پایین کشیده شد.»
بیضایی هرگز اجازه نیافت این نمایشنامه را روی صحنه ببرد. کارگردانان دیگر نیز اغلب مجوز اجرای آن را دریافت نکردند. با این حال چهار صندوق توسط گروه‌های دانشجویی به عنوان تمرین و آموزش و به صورت غیررسمی در کارگاه‌های تئاتر و محیط‌های دانشگاهی اجرا شده است.

## داستان
چهار کس که با رنگ‌های سرخ و زرد و سبز و سیاه مشخص گردیده‌اند و به ترتیب نمادی از طبقات بازاری، روشنفکر، مذهبی و توده مردم می‌باشند، می‌کوشند تا برای رهایی از تهدیدهای احتمالی، مترسکی بسازند تا ایشان را برابرِ هر خطری حفظ نماید. آن‌ها مترسک را کاملاً مجهز و مسلح می‌کنند. مترسک جان می‌گیرد و لب به سخن می‌گشاید. این امر در ابتدا باعث خشنودی هر چهار نفر آن‌ها می‌گردد، غافل از این که مترسک رفته رفته بر اوضاع مسلط شده و در نهایت هژمونی خود را بر محیط حاکم می‌سازد. مترسک آن‌ها را مجبور می‌کند تا هر یک برای خود صندوقی بسازند تا آن‌ها را در صندوق‌هایشان زندانی کرده و از یکدیگر جدا نگه دارد؛ ولی در ادامه آن‌ها از صندوق‌هایشان خارج می‌شوند و تصمیم می‌گیرند تا علیه مترسک قیام کنند. اما در نهایت این تنها سیاه است که صندوق خود را می‌شکند تا رو در روی مترسک بایستد و در آخر او قربانی ترس سایرین می‌گردد.

## سبک
بیضایی این نمایش را با الهام از نمایش‌های سنّتیِ ایرانی (از تخت حوضی و سیاه‌بازی و مجالسِ دیگرِ تقلید چون گونهٔ نمایشیِ چهار صندوق) نوشته است. بیضایی در کتاب نمایش در ایران می‌نویسد این نمایش‌های سنتی ایرانی ضمن نمایاندن مفاسد سطحی مردم، افراد طماع و مال‌پرست را مورد هجو قرار می‌دادند. رنگین بودن شخصیت‌ها نیز الهام گرفته از سمبولیسم رنگ شخصیت‌ها در تعزیه است.

## متن
بیضایی چهار صندوق را پاییزِ سالِ ۱۳۴۶ نوشت و زمستانِ همان سال در نخستین شمارهٔ دفترهای زمانه چاپ کرد. سالِ ۱۳۵۸ نمایشنامه به صورتِ کتاب به وسیلهٔ انتشاراتِ روزبهان در تهران چاپ شد. سپس‌تر انتشاراتِ روشنگران و مطالعات زنان کتاب را چاپ کرد. در دیوان نمایش نیز نسخه‌ای بازنگری‌شده از این نمایشنامه آمده است.
نمایشنامهٔ چهار صندوق در هر دو رژیم پهلوی و جمهوری اسلامی ممنوع‌الچاپ شد و هر بار پس از انتشار نخست (یک بار به سال ۱۳۴۶ و بار دیگر ۱۳۵۸) توقیف گردید.

## اجراها
. . . به یاد دارم وقتی قرار بود بیضایی نمایش «چهار صندوق» را اجرا کند همه نگران بودند مبادا اتفاقی بیفتد.

پری صابری، بهارِ ۱۳۹۷

نمایشنامه پژوهشی است در توصیف تنگناهای هستیِ انسانی در سایهٔ ترس، از خودبیگانگیِ تاریخی و هویتِ مخدوش. . . . دغدغه درام‌نویس در این اثر به زیر پرسش بردن احساس ناگزیری در روند سرنوشت انسانی و طرح مسئلهٔ هویت‌باختگی و مسئولیت وجودی با گرایشی فلسفی و جهانی است . . .

فریندخت زاهدی، دههٔ ۱۳۸۰
بیضایی هرگز اجازه نیافت این نمایشنامه را روی صحنه برد. سالِ ۱۳۵۳ یک بارش بود. کارگردانان دیگر نیز اغلب اجازه پیدا نکردند آن را رسماً اجرا کنند. گرچه چهار صندوق توسط گروه‌های دانشجویی به عنوان تمرین و آموزش و به صورت غیررسمی در کارگاه‌های تئاتر و محیط‌های دانشگاهی اجرا شده است.
چهار صندوق در ماه‌های اول پس از انقلاب توسط مهدی صباغی کارگردانی شده و در سالن هلال احمر مشهد اجرا شده است. از جمله بازیگران این اجرا رضا سعیدی بوده است.
همچنین نمایش چهار صندوق تحت عنوان مترسک از تاریخ ۶ تا ۲۹ مهرماه ۱۳۹۴ توسط گروه تئاتر اگزیت به کارگردانی مهرداد خامنه‌ای در خانه موزه استاد عزت‌الله انتظامی در تهران به روی صحنه رفت.
این نمایش پس از ۴۵ سال با اجازهٔ نویسنده در کوآلالامپور به کارگردانی مهناز گیاه‌پرور و تهیه‌کنندگی پیام گویا به مدت چهار شب در اوت ۲۰۱۲ به روی صحنه نمایش رفت. پیام گویا، سپیده کیانی، کوثر عباسی و متین راهنما از جمله بازیگران این نمایش بودند.
پس از آن چهار صندوق را بار دیگر گروه تئاتر برگ به کارگردانی مهرداد خامنه در اسلو به مدت دو شب در سپتامبر ۲۰۱۲ به روی صحنه برد.
این نمایشنامه در آذر سال ۱۳۹۵ به کارگردانی آناهیتا زینی‌وند در سالن رکن‌الدّین خسروی تماشاخانه سه نقطه تهران توسط کودکان کار به نمایش عمومی درآمد.
این نمایشنامه در اردیبهشت سال ۱۳۹۸ به کارگردانی علی ثابتی پور در سالن آزادی دانشگاه کاشان در شهر کاشان به روی صحنه رفت.
این نمایشنامه همچنین در بهمن ۱۳۹۹ به مدت ده شب در رشت به کارگردانی رضا خباز به روی صحنه رفت.

## به دیگر زبان‌ها
محمّدرضا قانون‌پرور چهار صندوق را با نام Four Boxes به انگلیسی درآورده و در کتابِ Iranian Drama: An Anthology منتشر کرده است. سرور سلطانی نیز ترجمه‌ای انگلیسی برای تماشاکنان انگلیسی‌زبانِ نمایشِ مهناز گیاه‌پرور فراهم کرده است. سهیل پارسا و پیتر فاربریج نیز ترجمهٔ انگلیسی مشترکی از این نمایشنامه دارند. مریوان حلبچه‌ای نیز این نمایشنامه را به زبانِ کردی برگردانده است. (پیش از این نیز به‌ڕۆژ ئاکره‌ای ترجمه‌ای کردی از این نمایشنامه به چاپ رسانده بود.) آندرانیک خچومیان هم در دههٔ ۱۳۸۰ یک ترجمهٔ ارمنی از چهار صندوق در فصل‌نامهٔ ادبیات خارجی ارمنستان منتشر کرده است.